# Villeroy-sur-Méholle
Villeroy-sur-Méholle è un comune francese di 35 abitanti situato nel dipartimento della Mosa nella regione del Grand Est.

## Società

### Evoluzione demografica
Abitanti censiti